# Resolució 1233 del Consell de Seguretat de les Nacions Unides
La Resolució 1233 del Consell de Seguretat de les Nacions Unides, adoptada el 6 d'abril de 1999, després de reafirmar la Resolució 1216 (1998) sobre la situació a Guinea Bissau, el Consell va establir l'Oficina de les Nacions Unides pel Suport a la Consolidació de la Pau a Guinea Bissau (UNOGBIS) per facilitar l'aplicació de l'acord d'Abuja.
Al preàmbul de la Resolució 1223, el Consell de Seguretat va tornar a expressar la seva preocupació per la situació humanitària a Guinea Bissau. Es va prendre nota de les declaracions del President de Guinea Bissau João Bernardo Vieira i el líder de l'autoproclamada junta militar de mai més haver de recórrer a l'ús de les armes i va donar la benvinguda a la presa de possessió d'un nou Govern d'Unitat Nacional. El Consell va observar que hi havia d'altres seriosos obstacles, en part a causa del fracàs dels funcionaris públics i altres funcionaris per tornar a Guinea Bissau des d'altres països. Va celebrar el desplegament de tropes del Grup de Monitoratge de la Comunitat Econòmica dels Estats de l'Àfrica Occidental (ECOMOG) i va reiterar la necessitat de dur a terme eleccions generals i presidencials tan aviat com sigui possible, de conformitat amb l'Acord de Abuja.
Les parts foren elogiades per les mesures que havien adoptat fins ara en el procés de pau i els va demanar que prenguessin mesures per a un bon funcionament del govern i el retorn dels refugiats. Es van fer crides a l'acord amb promptitud per la data de celebració d'eleccions lliures, justes i incloents.
Donant suport la decisió del Secretari General Kofi Annan, el Consell va autoritzar l'establiment de la UNOGBIS per coordinar les activitats de les Nacions Unides a Guinea Bissau durant el període transitori previ a les eleccions generals i presidencials, a més de la implementació de l'Acord d'Abuja, en cooperació amb l'ECOMOG, la Comunitat Econòmica dels Estats de l'Àfrica Occidental (CEDEAO) i les organitzacions internacionals.
La resolució va reiterar el requisit del desarmament i el campament de les tropes exbel·ligerants i va celebrar els progressos realitzats pel ECOMOG en aquest sentit; també era una necessitat el desminatge de les àrees per facilitar el retorn dels refugiats. El Consell va instar totes les parts a respectar lleis, en particular pel que fa a les operacions de les Nacions Unides i el personal humanitari. Es va donar la benvinguda a conferència patrocinadora del Programa de les Nacions Unides per al Desenvolupament que s'anava a celebrar a Ginebra els dies 4-5 de maig de 1999 per mobilitzar l'assistència per a Guinea Bissau.
Finalment, el secretari general havia de presentar un informe al Consell abans del 30 de juny de 1999 i cada 90 dies a partir de llavors sobre l'evolució de Guinea Bissau, l'Acord d'Abuja, la UNOGBIS i l'ECOMOG.